# Creu d'en Batlet
La Creu d'en Batlet és una creu de terme gòtica del segle xv situada a Llucmajor, Mallorca, al carrer Orient (antic carrer d'en Batlet) amb la confluència amb el carrer de Gràcia. Antigament es trobava al mig de tres carrers, Orient, Gràcia i Unió, però a causa de les reformes viàries de l'any 1886 fou col·locada dins una fornícula oberta en el mur exterior de la casa dita Can Caramixa.
La creu té una alçada de 3,94 m i està composta per un fust i un capitell de seccions octogonals i per una creu llatina de braços rectes amb terminacions trifoliades. No té graonada perquè es degué fer malbé amb el trasllat del 1886, juntament amb el creuer que no es correspon amb l'estil gòtic del monument. La part més bella és el capitell dividit en dos cossos:
- Al cos inferior hi ha quatre figures i un escut, coronat amb merlets i el cos superior amb decoració d'arqueria gòtica coronat també per merlets. La degradació de la pedra fa del tot impossible fer una atribució amb veracitat de les quatre figures representades en el cos inferior. Sembla que es poden identificar d'esquerra a dreta a Santa Bàrbara, amb la petita torre de tres finestres i un palmó a les mans, invocada contra els llamps i la mort sobtada i violenta; un escut amb una ala i una mà que porta un manat d'espigues o flors, que podria ser l'escut d'armes de la família que va costejar la construcció d'aquest monument; la figura de la Verge Maria en el moment de la florida de la vara de Sant Josep (escena dels pretendents de la Verge); i, finalment, la imatge d'un personatge no reconeixible amb un capell alt i punxegut i un bastó llarg. La resta no es pot apreciar perquè es troba encastat al mur.
- Al cos superior s'hi troba una arqueria gòtica formada per arcs apuntats i decoració geomètrica, tot coronat per merlets. L'arqueria s'organitza rítmicament repetint el motiu de tres arcs apuntats, albergat per un altre arc de mida més gran; l'arc apuntant, característic de l'arquitectura gòtica, és obtingut per dos arcs de circumferència simètrics i que es troben formant un angle curvilini.[1]